# Ферзен, Отто Вильгельм фон
Отто Вильгельм фон Ферзен (швед. Otto Wilhelm von Fersen; 25 июля 1623, Ревель — 23 апреля 1703, Kurna, Харьюмаа) — шведский генерал-фельдмаршал..

## Биография
Родился в 1623 году в Ревеле. Двоюродный брат Фабиана фон Ферзена, также фельдмаршала. Участвовал в Датско-шведской войне 1643—1645 годов и Тридцатилетней войне, затем несколько лет находился на французской службе.
Не позднее 1654 года вернулся в Швецию, где стал камергером (в том же году) и подполковником Лейб-гвардии (в 1655 году). В 1657 году фон Ферзен был произведён в полковники. Он с отличием участвовал в боевых действиях в Польше («Шведский потоп»), затем служил на административных должностях в Ливонии, с 1674 года — генерал-лейтенант.
В 1676 году, во время битвы при Лунде, произошедшей в ходе Датско-шведской войны 1675—1679 годов, фон Ферзен успешно командовал правым флангом шведов. Он был дважды ранен, но сумел отразить атаку датчан на свой фланг. Однако, когда после сражения раненого Ферзена везли в тыл, он был захвачен в плен отрядом датчан. Впрочем, Ферзен был вскоре обменян и в 1678 году снова участвовал в боевых действиях в составе шведской армии.
В 1691-98 годах фон Ферзен был шведским генерал-губернатором Ингерманландии и Кексгольмского (Корельского) уезда, одним из последних шведских губернаторов этой области, в которую входила территория будущей русской столицы — Санкт-Петербурга. В 1693 году, находясь в этой должности, был произведён в фельдмаршалы.
Фон Ферзен скончался в 1703 году в своём поместье в окрестностях Ревеля и, как и его двоюродный брат, был похоронен в Ревельском (Таллинском) соборе. Надгробие сохранилось.